# Molophilus harrisianus
Molophilus harrisianus là một loài ruồi trong họ Limoniidae. Chúng phân bố ở miền Australasia.